# Vladimír Bukač
 (septembre 2015).
Si vous disposez d'ouvrages ou d'articles de référence ou si vous connaissez des sites web de qualité traitant du thème abordé ici, merci de compléter l'article en donnant les références utiles à sa vérifiabilité et en les liant à la section « Notes et références ».
Vladimír Bukač, né en 1964, est un musicien tchèque.

## Biographie
Vladimír Bukač a étudié au Conservatoire, à l’Académie des arts du spectacle, à Prague et à la Hochschule für Musik de Freiburg (Allemagne). Il est remarqué au cours de ses études et obtient plusieurs prix, non seulement en République tchèque mais aussi lors de concours internationaux.
Dès l’obtention de ses diplômes, Vladimir Bukač part vivre au Japon où il est souvent engagé comme soliste et en musique de chambre, partageant son temps et ses concerts entre la pratique du violon et celle de l’alto. Son jeu en tant qu’altiste est remarqué et lui permet de développer un aspect de sa carrière particulièrement fécond.
En 1993, il devient d’abord violoniste puis altiste au sein du Quatuor Talich : Europe, Japon, Amérique du Nord et du Sud. Ils enregistrent plusieurs disques et dispensent un enseignement de master classes.
En tant que soliste, Vladimir Bukač a joué sur de nombreuses scènes, que ce soit en Europe, en Israël ou au Japon ; il a également enregistré plusieurs disques d’alto salués par la presse[réf. nécessaire], ainsi que des enregistrements pour la radio tchèque et la BBC. Plusieurs de ses disques ont été élus « Disque du mois » par des magazines musicaux[réf. nécessaire], et ont été encensés avec enthousiasme par des revues telles que Le Strad et Gramophone[réf. nécessaire]. En septembre 2010, il a joué et enregistré en première mondiale les 3 sonates pour alto et piano de Jindřich Feld.
Vladimir Bukač est professeur ; il enseigne notamment à l’Université de Musique de Dresde (Allemagne) et donne régulièrement des master classes notamment au Royal Northern College of Music, à l’Académie franco-tchèque de Telč, au Prague Music Performance Institute & Festival. Conjointement à ces activités, il est régulièrement[réf. nécessaire] invité à faire partie du jury de concours internationaux (Lionel Tertis International Viola Festival & Compétition – Isle of Man. , ARD…)
Vladimir Bukač joue sur un instrument italien rare[réf. nécessaire], fabriqué par Santini Lavazza et G.P. Guadagnini, Milan 1725.